# 棘尾方氏甲鯰
棘尾方氏甲鯰，為輻鰭魚綱鯰形目甲鯰科的其中一種，為熱帶淡水魚，分布於中美洲大西洋及太平洋沿岸淡水流域，體長可達16.5公分，棲息在底層水域，以藻類及有機碎屑為食，生活習性不明。

## 扩展阅读
維基物種上的相關：棘尾方氏甲鯰